# Josef Lüke
Josef Lüke (Düsseldorf, 13 marzo 1899 – 4 ottobre 1964) è stato un calciatore tedesco, di ruolo attaccante.

## Carriera

### Nazionale
Ha collezionato 2 presenze con la propria Nazionale.

### Cronologia presenze e reti in Nazionale
| Cronologia completa delle presenze e delle reti in nazionale ― Germania | Cronologia completa delle presenze e delle reti in nazionale ― Germania | Cronologia completa delle presenze e delle reti in nazionale ― Germania | Cronologia completa delle presenze e delle reti in nazionale ― Germania | Cronologia completa delle presenze e delle reti in nazionale ― Germania | Cronologia completa delle presenze e delle reti in nazionale ― Germania | Cronologia completa delle presenze e delle reti in nazionale ― Germania | Cronologia completa delle presenze e delle reti in nazionale ― Germania |
| Data                                                                    | Città                                                                   | In casa                                                                 | Risultato                                                               | Ospiti                                                                  | Competizione                                                            | Reti                                                                    | Note                                                                    |
| ----------------------------------------------------------------------- | ----------------------------------------------------------------------- | ----------------------------------------------------------------------- | ----------------------------------------------------------------------- | ----------------------------------------------------------------------- | ----------------------------------------------------------------------- | ----------------------------------------------------------------------- | ----------------------------------------------------------------------- |
| 10-5-1923                                                               | Amburgo                                                                 | Germania                                                                | 0 – 0                                                                   | Paesi Bassi                                                             | Amichevole                                                              | -                                                                       |                                                                         |
| 12-8-1923                                                               | Dresda                                                                  | Germania                                                                | 1 – 2                                                                   | Finlandia                                                               | Amichevole                                                              | -                                                                       |                                                                         |
| Totale                                                                  |                                                                         | Presenze                                                                | 2                                                                       |                                                                         | Reti                                                                    | 0                                                                       |                                                                         |